# Mark Bristow
Mark Bristow MBE (ur. 8 lipca 1962) – brytyjski niepełnosprawny kolarz. Dwukrotny mistrz paraolimpijski z Pekinu w 2008 roku. Mistrz świata z 2007 roku.

## Medale Igrzysk Paraolimpijskich

### 2008
- - Kolarstwo - trial na czas - 1 km - LC 1
- - Kolarstwo - sprint drużynowy - LC1–4 CP3/4